# La Mouette (bande dessinée, 1978)
Pour les articles homonymes, voir La Mouette.
La Mouette est une série de bande dessinée parue dans le journal de Spirou en 1978.

## Commentaires
Au milieu des années 1970, les relations entre Hubinon et Charlier se tendent quelque peu. Le dessinateur n'est pas tout à fait satisfait des scénarios que lui mitonne son ami de presque trente ans.Il décide donc d'abandonner la série Barbe-Rouge.

J'ai abandonné pour une bonne raison (…) Chaque fois un rebondissement et voyez le numéro prochain. Moi je n'aime pas. (…) En plus il m'a embarqué dans des constructions invraisemblables sur des bateaux anciens. Ça ne tient pas debout !
Ce à quoi Charlier répondait :
Il y a d'abord les dessinateurs avec qui je travaille depuis très longtemps comme Hubinon ou Tacq. Avec des incompréhensions parfois parce qu'à cause de la distance on ne se voit pas assez.
Bref, s'il n'y a pas de brouille à proprement parler, il y a au moins un éloignement qui n'est pas seulement géographique (Charlier vit depuis son mariage en région parisienne). Après Surcouf et Barbe-Rouge, Victor repique à la guerre de course et au vent dans les voiles.
L'album La Mouette reprend, en 46 planches couleurs, l'intégralité du récit paru dans le journal de Spirou en 1978 et constitue une histoire complète.
Victor Hubinon avait prévu de continuer la série et planchait sur le deuxième tome des aventures de « la Mouette » lorsqu'un arrêt cardiaque l'emporta au soir du 8 janvier 1979, à 54 ans.

## Auteurs
- Scénario : Victor Hubinon / Gigi Maréchal (qui était alors la compagne d'Hubinon).
- Dessins : Victor Hubinon.

## Synopsis
La Mouette, femme capitaine, fille de "Sterne le pirate", débarque sur l'île des damnés, îlot perdu dans l'archipel des Antilles. Elle y rencontre le Malouin, ancien lieutenant de Sterne, qui la met sur la piste du trésor de son défunt père, trésor amassé lors de la dernière campagne contre un convoi espagnol de la route de l'or. Mais la Mouette aura fort à faire pour arriver à ses fins, notamment combattre sur terre et sur mer l'Inca, autre ancien lieutenant de Sterne voulant s'emparer du trésor.

## Album
- 2009, octobre: première édition imprimée à 25 exemplaires (selon mention en page deux de l'album) aux éditions Cap au Large

Un soin tout particulier a apparemment été apporté à cette édition puisque les albums, au format A4 ordinaire, sont cartonnés et imprimés sur papier mat satiné de très bonne facture.
- 2010 : Une réédition couleur de plus petit format et au nombre d'exemplaires inconnu mais tout aussi difficile à trouver apparait[3].